# Arto Aas
Arto Aas (sinh ngày 9 tháng 6 năm 1980) là chính khách người Estonia. Trước đây, ông từng là thành viên của Đảng Cải cách Estonia từ năm 1998 đến năm 2019 và giữ chức vụ làm Bộ trưởng Hành chính công Estonia từ ngày 9 tháng 4 năm 2015 đến ngày 23 tháng 11 năm 2016.